# Partia Minoriteti Etnik Grek për të Ardhmen
Die Partia Minoriteti Etnik Grek për të Ardhmen (albanisch für Partei „Griechische ethnische Minderheit für die Zukunft“; griechisch Εθνική Ελληνική Μειονότητα για το Μέλλον; Kürzel: MEGA) ist eine kleine politische Partei in Albanien. Sie vertritt vor allem die Interessen der griechischen Minderheit und ist insbesondere in Südalbanien tätig.
Parteivorsitzender war 2023 Kristo Kiço.

## Geschichte
Die Partia Minoriteti Etnik Grek për të Ardhmen wurde am 21. Juni 2010 als politische Partei zugelassen. Die Gründung war eine Reaktion auf ein Gefühl der unzureichenden Vertretung durch die Partei Partia Bashkimi për të Drejtat e Njeriut (PBDNJ), die seit Anfang der 1990er Jahre sich für die Rechte von Minderheiten – insbesondere der griechischen – einsetzt. Auch der Wunsch, die Interessen der griechischen Minderheit nicht nur durch eine einzige Partei vertreten zu haben, und Vorwürfe undemokratischer Verhältnisse innerhalb der PBDNJ standen im Raum. Anstelle nationaler Themen ist es die Absicht von MEGA, sich mehr und konkrete Minderheitenrechte in den Feldern Eigentum, Sicherheit und Ordnung, Bildung, Zweisprachigkeit, Kultur und Tradition einzusetzen.

Lage von Finiq, wo MEGA am meisten Rückhalt hat, innerhalb Albaniens

Die Partei trat erstmals 2011 bei den Kommunalwahlen in einigen südalbanischen Gemeinden an. Wie die Partei Partia Bashkimi për të Drejtat e Njeriut (PBDNJ) trat sie damals außerhalb einer Koalition mit den großen Parteien, den Sozialisten und den Demokraten, an. Es gelang ihr auf Anhieb, im Gemeinderat der Gemeinde Finiq fünf von 15 Sitzen zu holen. Das waren mehr, als die PBDNJ oder die großen Parteien erzielen konnten. Bei der Bürgermeisterwahl unterlag der Kandidat von MEGA, Jani Ziso, mit einer Stimme gegenüber dem Kandidaten der PBDNJ (die Stimmbeteiligung lag mit 2096 Stimmen bei 47 %). In den Gemeinden Mesopotam und Vergo war MEGA weniger erfolgreich, unterlag klar bei der Bürgermeisterwahl und holte jeweils nur zwei Sitze im Gemeinderat. Ähnlich in Livadhja, Dropull i poshtëm und Dropull i sipërm und Pogon, wo MEGA mit drei Sitzen deutlich zurücklag. In Dhivër war der PBDNJ-Kandidat erfolgreicher, MEGA holte aber gleich viele Sitze (vier) im Gemeinderat. In Himara wurde nicht einmal ein Sitz erlangt.
Bei den Kommunalwahlen 2015 wurde erstmals in den neuen, größeren Verwaltungseinheiten gewählt. In der Bashkia Finiq wurde Leonidha Hristo zum Bürgermeister gewählt, MEGA und PBDNJ erzielten je sechs Sitze im Gemeinderat, etwas weniger als die Koalition der Sozialisten. In Saranda und Dropull zogen je ein Vertreter von MEGA in den Gemeinderat ein. In Konispol gelang kein Sitzgewinn, in Himara trat die Partei dieses Mal nicht an.
Die Kommunalwahlen 2019 waren geprägt vom Boykott des Urnengangs durch die Opposition. MEGA war eine der wenigen Parteien, die teilnahm. Bei tiefer Beteiligung gewann Kristo Kiço in Finiq mit 61 % der Stimmen als einziger nicht-sozialistischer Kandidat landesweit ein Bürgermeisteramt. Im Gemeinderat holte MEGA neun Sitze und war damit vor den Sozialisten mit acht Sitzen stärkste Partei (die von den Sozialisten angeführte Koalition erzielte zwölf Sitze). In Dropull wurden drei Vertreter von MEGA in den Gemeinderat gewählt, in Saranda einer.
2023 traten bei den Kommunalwahlen wieder alle Parteien an. In Finiq wurde der MEGA-Vertreter Romeo Çakuli mit 39 % der Stimmen zum Bürgermeister gewählt (Stimmbeteiligung mit 18 % sehr tief, da viele Stimmbürger nicht aus dem Ausland angereist waren), knapp vor Leonidha Hristo (32 %), der zur PBDNJ übergewechselt war, und Leonidha Papa (29 %), der für die PD antrat. Romeo Çakuli ist eigentlich ein Sozialist – PS und MEGA haben hier zusammengespannt. Im Gemeinderat von Finiq erreichte MEGA nur fünf Sitze, gleich viel wie PBDNJ und weniger als die PS mit sieben Sitzen. In Dropull blieb MEGA mit nur 8,8 % der Stimmen und zwei Sitzen zurück – die PS erzielte 15. In Himara konnte mit 5,7 % der Stimmen ein Sitz gewonnen werden. In Saranda erzielte MEGA lediglich 2,3 % der Stimmen.
Bei den Parlamentswahlen 2013 war MEGA ein Teil der unterliegenden Koalition mit der Partia Demokratike (PD) und der PBDNJ. Bei den Parlamentswahlen 2017 (keine Koalitionen erlaubt) blieb MEGA mit weniger als 2300 Stimmen landesweit unbedeutend. 2021 war MEGA bei den Parlamentswahlen nicht angetreten. 